# Stezka GreenRunner

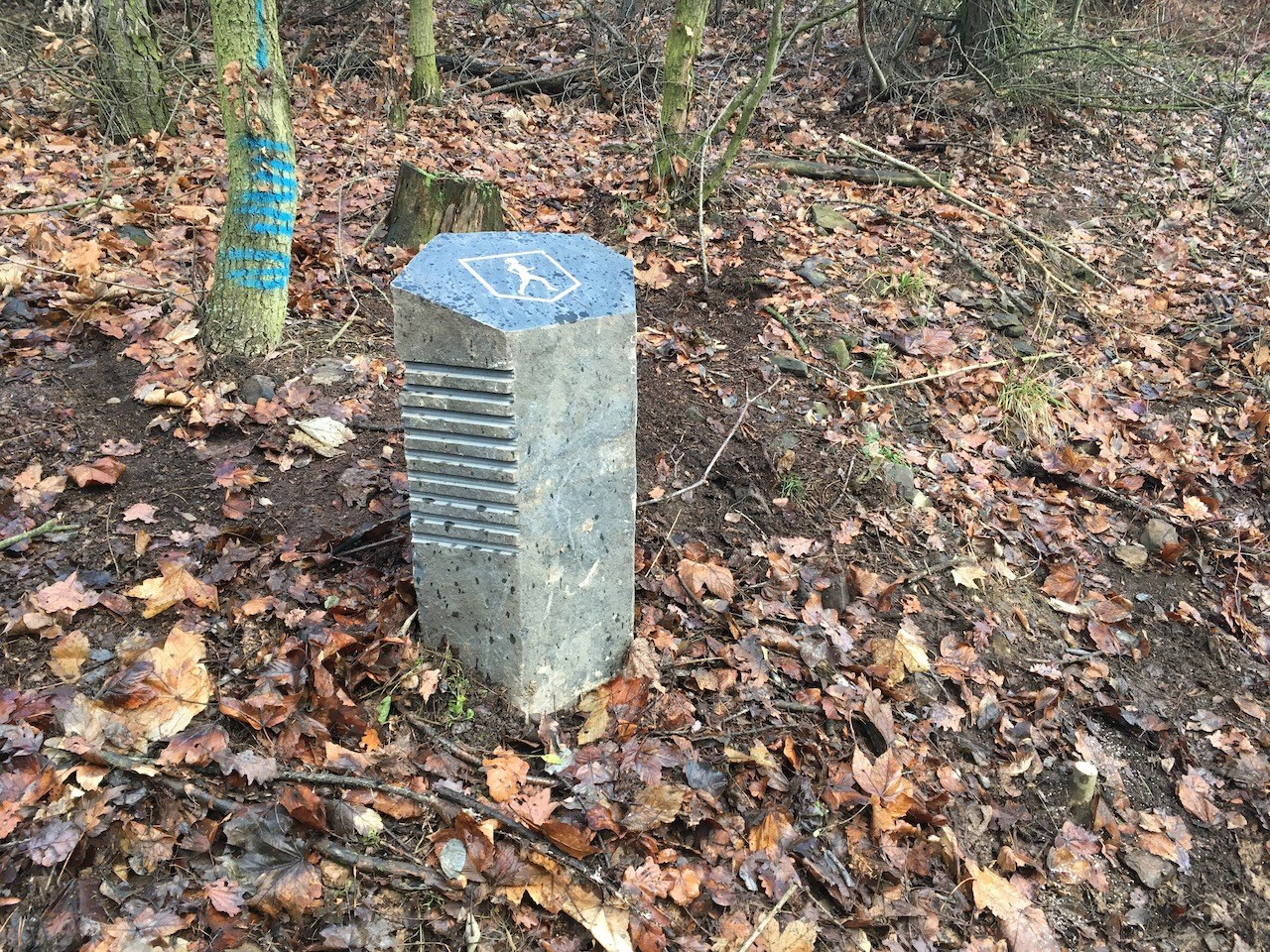
Kilometrovník stezky GreenRunner

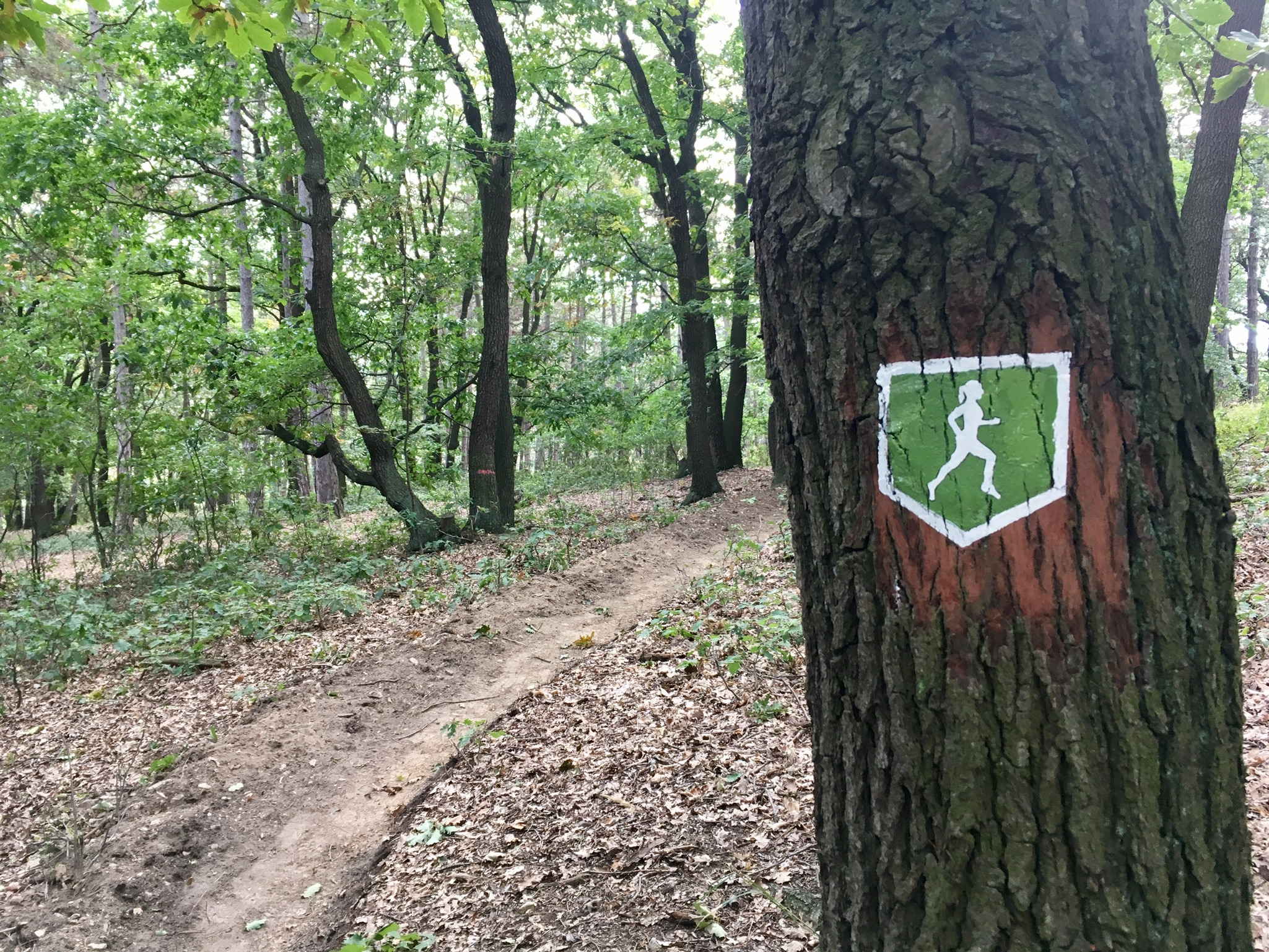
Značení stezky

Stezka GreenRunner je vyznačena na kopci Ressl na západní straně města Most. Okružní stezka se vine po vrstevnici 382 m n. m., která je údajně nejdelší vrstevnicí, kterou kopec má, a je paradoxně o něco delší, než obvod celého kopce. Délka stezky je 10,3 kilometru a je určena pro běh, chůzi, jízdu na kole, nordic walking a podobně. Provedení stezky závisí na místních podmínkách, šířka je 1,5 až 2 metry, v náročnějších místech pouze úzký singltrek.

## Historie
Iniciátorem vzniku stezky byl inženýr Pavel Vopravil, který se předtím podílel na revitalizaci kopce, budování altánů, hřišť a podobně. Námět podpořil náměstek primátora Marek Hrvol, první brigády na budování stezky se zúčastnil i primátor Paparega. Byla vybudována převážně za pomoci dobrovolných prací občanů města Most formou převážně víkendových brigád, které později byly nahrazeny úterními a čtvrtečními, brigádnická skupina měla kolem 10 až 20 účastníků. V letech 2016–2018 bylo zprovozněno 7,5 kilometru stezky. Od roku 2019 pak probíhaly práce převážně formou brigád studentů, financovaných z dotačních prostředků Ústeckého kraje z daru společnosti Vršanská uhelná, v tomto roce byla budována nejnáročnější část ve strmějším svahu na severu kopce, pro její tvar na mapě nazývané houba; jde v podstatě o samostatný menší okruh, navázaný v širokém sedle, kde se trasa stezky téměř stýká sama se sebou na vzdálenost 50 metrů. V září 2019 byly dílčí úseky propojeny, do konce roku pak probíhaly opravy nedodělků a v prosinci 2019 byla stezka dokončena a osazena jedenácti čedičovými kilometrovníky v podobě patníků s logem stezky. Jinak je trasa značena značkami – logem stezky malovaným na stromy, plastové tabule se neosvědčily kvůli malé odolnosti vůči poškozování. O prodlužování stezky nebo značení dalších stezek tvůrce neuvažuje. Začátek a konec kilometráže stezky je v prostoru bývalého amfiteátru východně od rybníčku na Resslu, možných nástupních míst je však na stezce mnoho.
Název GreenRunner zvolil Pavel Vopravil podle postavy ze hry oblíbené jeho synem.
Úklid závisí na dobrovolných aktivitách, například bývá prováděn v rámci akce Ukliďme Česko, která však na jaře 2020 kvůli koronavirové epidemii odpadla.
Budovatelé založili také stejnojmenný spolek kvůli možnosti pořádat závody a získat dotace. S podporou města zde v roce 2019 uskutečnili závod Ressl Kross Run s trasami v délkách pět a deset kilometrů. Druhý ročník, plánovaný na 4. dubna 2020, byl kvůli koronavirové epidemii zrušen.